# Liste der denkmalgeschützten Objekte in Košice I-Staré Mesto (Košice)/Stredné Mesto (K–M)
Die Liste der denkmalgeschützten Objekte in Košice I-Staré Mesto (Košice)/Stredné Mesto (K–M) enthält 165 nach slowakischen Denkmalschutzvorschriften geschützten Objekte im Stadtteil Staré Mesto der Stadt Košice der Straßen mit dem Anfangsbuchstaben K–M.

## Denkmäler
| Foto |                 | Denkmal / č. ÚZPF                                | Standort / Konskr. Nr.                                                        | Offizielle Beschreibung                                 | Beschreibung                                                  | Metadaten                                                         |
| ---- | --------------- | ------------------------------------------------ | ----------------------------------------------------------------------------- | ------------------------------------------------------- | ------------------------------------------------------------- | ----------------------------------------------------------------- |
| ja   | Datei hochladen | Bürgerhaus(sk) ObjektID: 802-3393/0              | Kováčska ul. 3 Standort KG: Stredné Mesto Konskr.Nr.: 195                     | radový,prejazdový                                       | Reihenhaus, Passage                                           | č. NKP: 802-3393/0 Stand des NKP: Name: DOM MEŠTIANSKY            |
| ja   | Datei hochladen | Bürgerhaus(sk) ObjektID: 802-3394/0              | Kováčska ul. 4 Standort KG: Stredné Mesto Konskr.Nr.: 168,188                 | prejazdový,radový                                       | Reihenhaus, Passage                                           | č. NKP: 802-3394/0 Stand des NKP: Name: DOM MEŠTIANSKY            |
| ja   | Datei hochladen | Bürgerhaus(sk) ObjektID: 802-1160/0              | Kováčska ul. 5 Standort KG: Stredné Mesto Konskr.Nr.: 203                     | radový,prejazdový                                       | Reihenhaus, Passage                                           | č. NKP: 802-1160/0 Stand des NKP: Name: DOM MEŠTIANSKY            |
| ja   | Datei hochladen | Bürgerhaus(sk) ObjektID: 802-1161/0              | Kováčska ul. 6 Standort KG: Stredné Mesto Konskr.Nr.: 195                     | prejazdový,radový                                       | Reihenhaus, Passage                                           | č. NKP: 802-1161/0 Stand des NKP: Name: DOM MEŠTIANSKY            |
| ja   | Datei hochladen | Bürgerhaus(sk) ObjektID: 802-1162/0              | Kováčska ul. 7 Standort KG: Stredné Mesto Konskr.Nr.: 204                     | prejazdový,radový                                       | Reihenhaus, Passage                                           | č. NKP: 802-1162/0 Stand des NKP: Name: DOM MEŠTIANSKY            |
| ja   | Datei hochladen | Bürgerhaus(sk) ObjektID: 802-1163/0              | Kováčska ul. 9 Standort KG: Stredné Mesto Konskr.Nr.: 205,1209                | prejazdový,radový                                       | Reihenhaus, Passage                                           | č. NKP: 802-1163/0 Stand des NKP: Name: DOM MEŠTIANSKY            |
| ja   | Datei hochladen | Bürgerhaus(sk) ObjektID: 802-1164/0              | Kováčska ul. 11 Standort KG: Stredné Mesto Konskr.Nr.: 215                    | radový,prejazdový                                       | Reihenhaus, Passage                                           | č. NKP: 802-1164/0 Stand des NKP: Name: DOM MEŠTIANSKY            |
| ja   | Datei hochladen | Bürgerhaus(sk) ObjektID: 802-1165/0              | Kováčska ul. 14 Standort KG: Stredné Mesto Konskr.Nr.: 209,210 (97 ?)         | radový                                                  | Reihenhaus                                                    | č. NKP: 802-1165/0 Stand des NKP: Name: DOM MEŠTIANSKY            |
| ja   | Datei hochladen | Bürgerhaus(sk) ObjektID: 802-1166/0              | Kováčska ul. 15 Standort KG: Stredné Mesto Konskr.Nr.: 220                    | prejazdový,radový; ref.farský úrad.dom s pavlačou       | Reihenhaus, Passage, reformiertes Pfarramt, Haus mit Galerie  | č. NKP: 802-1166/0 Stand des NKP: Name: DOM MEŠTIANSKY            |
| ja   | Datei hochladen | Bürgerhaus(sk) ObjektID: 802-1167/0              | Kováčska ul. 16 Standort KG: Stredné Mesto Konskr.Nr.: 211,212,213            | radový                                                  | Reihenhaus                                                    | č. NKP: 802-1167/0 Stand des NKP: Name: DOM MEŠTIANSKY            |
| ja   | Datei hochladen | Bürgerhaus(sk) ObjektID: 802-1086/2              | Kováčska ul. 18 Standort KG: Stredné Mesto Konskr.Nr.: 214                    | prejazdový,radový; hospodárska stavba                   | Reihenhaus, Passage, Wirtschaftsgebäude                       | č. NKP: 802-1086/2 Stand des NKP: Name: DOM MEŠTIANSKY            |
| ja   | Datei hochladen | Bürgerhaus(sk) ObjektID: 802-3396/0              | Kováčska ul. 19 Standort KG: Stredné Mesto Konskr.Nr.: 221                    | nárožný,prejazdový                                      | Eckhaus, Passage                                              | č. NKP: 802-3396/0 Stand des NKP: Name: DOM MEŠTIANSKY            |
| ja   | Datei hochladen | Verwaltungsgebäude(sk) ObjektID: 802-3397/0      | Kováčska ul. 20 Standort KG: Stredné Mesto Konskr.Nr.: 222                    | radová,prejazdová; mestský archív                       | Reihenhaus, Passage, Stadtarchiv                              | č. NKP: 802-3397/0 Stand des NKP: Name: BUDOVA ADMINISTRATÍVNA    |
| ja   | Datei hochladen | Wohnhaus(sk) ObjektID: 802-3398/0                | Kováčska ul. 21 Standort KG: Stredné Mesto Konskr.Nr.: 233                    | nárožný,schodiskový                                     | Eckhaus                                                       | č. NKP: 802-3398/0 Stand des NKP: Name: DOM BYTOVÝ                |
| ja   | Datei hochladen | Bürgerhaus(sk) ObjektID: 802-1090/2              | Kováčska ul. 22 Standort KG: Stredné Mesto Konskr.Nr.: 223                    | prejazdový,radový                                       | Reihenhaus, Passage                                           | č. NKP: 802-1090/2 Stand des NKP: Name: DOM MEŠTIANSKY            |
| ja   | Datei hochladen | Bürgerhaus(sk) ObjektID: 802-3399/0              | Kováčska ul. 24 Standort KG: Stredné Mesto Konskr.Nr.: 224                    | prejazdový,radový; Malá Fajka                           | Reihenhaus, Passage, Kleine Pfeife                            | č. NKP: 802-3399/0 Stand des NKP: Name: DOM MEŠTIANSKY            |
| ja   | Datei hochladen | Schule(sk) ObjektID: 802-3400/1                  | Kováčska ul. 26 Standort KG: Stredné Mesto Konskr.Nr.: 102                    | chodbový,nárožný; Právnická fakulta UPJŠ                | Doppel-Eckhaus, rechtswissenschaftliche Fakultät              | č. NKP: 802-3400/1 Stand des NKP: Name: ŠKOLA PAMÄTNÁ             |
| ja   | Datei hochladen | Gedenktafel(sk) ObjektID: 802-3400/2             | Kováčska ul. 26 Standort KG: Stredné Mesto Konskr.Nr.: 228                    | 1.vysoká technická škola                                | für die 1. Hochschule für Technik                             | č. NKP: 802-3400/2 Stand des NKP: Name: TABUĽA PAMÄTNÁ            |
| ja   | Datei hochladen | Bürgerhaus(sk) ObjektID: 802-1169/0              | Kováčska ul. 27 Standort KG: Stredné Mesto Konskr.Nr.: 243,244                | priechodový,radový                                      | Reihenhaus, Passage                                           | č. NKP: 802-1169/0 Stand des NKP: Name: DOM MEŠTIANSKY            |
| ja   | Datei hochladen | Gymnasium(sk) ObjektID: 802-1093/3               | Kováčska ul. 28 Standort KG: Stredné Mesto Konskr.Nr.: 229                    | schodiskové,nárožné; gymnázium Kováčska                 | Eckhaus, Gymnasium Kováčska                                   | č. NKP: 802-1093/3 Stand des NKP: Name: GYMNÁZIUM PAMÄTNÉ         |
| ja   | Datei hochladen | Gedenktafel mit Büste(sk) ObjektID: 802-1093/6   | Kováčska ul. 28 Standort KG: Stredné Mesto Konskr.Nr.: 229                    | Murgaš Karol,1.čsl.gym.; 1881–1925,pedagóg,kult.dejateľ | für Karol Murgaš, Erzieher, Aktivist                          | č. NKP: 802-1093/6 Stand des NKP: Name: TABUĽA PAMÄTNÁ            |
| ja   | Datei hochladen | Bürgerhaus(sk) ObjektID: 802-1171/0              | Kováčska ul. 29 Standort KG: Stredné Mesto Konskr.Nr.: 247                    | radový                                                  | Reihenhaus                                                    | č. NKP: 802-1171/0 Stand des NKP: Name: DOM MEŠTIANSKY            |
| ja   | Datei hochladen | Schule(sk) ObjektID: 802-3401/1                  | Kováčska ul. 30 Standort KG: Stredné Mesto Konskr.Nr.: 238                    | chodbový,radový; Právnická fakulta UPJŠ                 | Doppel-Reihenhaus, Rechtswissenschaftliche Fakultät           | č. NKP: 802-3401/1 Stand des NKP: Name: ŠKOLA PAMÄTNÁ             |
| ja   | Datei hochladen | Gedenktafel(sk) ObjektID: 802-3401/2             | Kováčska ul. 30 Standort KG: Stredné Mesto Konskr.Nr.: 238                    | Zomb Xaver František; 1779–1823, skladateľ, pedagóg     | für Franz Xaver Zomb, Komponist, Lehrer                       | č. NKP: 802-3401/2 Stand des NKP: Name: TABUĽA PAMÄTNÁ            |
| ja   | Datei hochladen | Bürgerhaus(sk) ObjektID: 802-3402/0              | Kováčska ul. 31 Standort KG: Stredné Mesto Konskr.Nr.: 251,1246               | prejazdový,radový; Dom Cirkvi bratskej                  | Reihenhaus, Passage, Haus Brüdergemeinde                      | č. NKP: 802-3402/0 Stand des NKP: Name: DOM MEŠTIANSKY            |
| ja   | Datei hochladen | Wohnhaus(sk) ObjektID: 802-3403/0                | Kováčska ul. 32 Standort KG: Stredné Mesto Konskr.Nr.: 245                    | schodiskový,radový                                      | Reihenhaus                                                    | č. NKP: 802-3403/0 Stand des NKP: Name: DOM BYTOVÝ                |
| ja   | Datei hochladen | Bürgerhaus(sk) ObjektID: 802-3404/0              | Kováčska ul. 33 Standort KG: Stredné Mesto Konskr.Nr.: 1248                   | prejazdový,radový; Eckerdtov dom                        | Reihenhaus, Passage, Haus Eckerdtov                           | č. NKP: 802-3404/0 Stand des NKP: Name: DOM MEŠTIANSKY            |
| ja   | Datei hochladen | Bürgerhaus(sk) ObjektID: 802-3405/0              | Kováčska ul. 34 Standort KG: Stredné Mesto Konskr.Nr.: 246                    | nárožný                                                 | Eckhaus                                                       | č. NKP: 802-3405/0 Stand des NKP: Name: DOM MEŠTIANSKY            |
| ja   | Datei hochladen | Bürgerhaus(sk) ObjektID: 802-1172/0              | Kováčska ul. 35 Standort KG: Stredné Mesto Konskr.Nr.: 254                    | prejazdový,radový; Malí františkáni                     | Reihenhaus, Passage, Kleiner Franziskaner                     | č. NKP: 802-1172/0 Stand des NKP: Name: DOM MEŠTIANSKY            |
| ja   | Datei hochladen | Bürgerhaus zum Gedenken(sk) ObjektID: 802-1173/1 | Kováčska ul. 36 Standort KG: Stredné Mesto Konskr.Nr.: 253                    | Timódy-Lantos Sebestvány; 16.st.                        | an Sebestvány Timódy-Lantos                                   | č. NKP: 802-1173/1 Stand des NKP: Name: DOM MEŠTIANSKY PAMÄTNÝ    |
| ja   | Datei hochladen | Gedenktafel(sk) ObjektID: 802-1173/2             | Kováčska ul. 36 (34) Standort KG: Stredné Mesto Konskr.Nr.: 253               | Timódy-Lantos Sebestvány; 16.st. Sebest.Timódy-Lanto    | für Sebestvány Timódy-Lantos (die Tafel hängt am Haus 34)     | č. NKP: 802-1173/2 Stand des NKP: Name: TABUĽA PAMÄTNÁ            |
| ja   | Datei hochladen | Bürgerhaus(sk) ObjektID: 802-1174/0              | Kováčska ul. 37 Standort KG: Stredné Mesto Konskr.Nr.: 255,1253               | prejazdový,radový; Lekáreň u dvanástich apoštolov       | Reihenhaus, Passage, Apotheke der 12 Apostel                  | č. NKP: 802-1174/0 Stand des NKP: Name: DOM MEŠTIANSKY            |
| ja   | Datei hochladen | Bürgerhaus(sk) ObjektID: 802-3406/0              | Kováčska ul. 38 Standort KG: Stredné Mesto Konskr.Nr.: 256                    | prejazdový,radový                                       | Reihenhaus, Passage                                           | č. NKP: 802-3406/0 Stand des NKP: Name: DOM MEŠTIANSKY            |
| ja   | Datei hochladen | Bürgerhaus(sk) ObjektID: 802-1175/0              | Kováčska ul. 39 Standort KG: Stredné Mesto Konskr.Nr.: 263                    | prejazdový,radový                                       | Reihenhaus, Passage                                           | č. NKP: 802-1175/0 Stand des NKP: Name: DOM MEŠTIANSKY            |
| ja   | Datei hochladen | Bürgerhaus(sk) ObjektID: 802-3407/0              | Kováčska ul. 40 Standort KG: Stredné Mesto Konskr.Nr.: 270                    | pavlačový,radový                                        | Reihenhaus,                                                   | č. NKP: 802-3407/0 Stand des NKP: Name: DOM MEŠTIANSKY            |
| ja   | Datei hochladen | Bürgerhaus(sk) ObjektID: 802-1176/0              | Kováčska ul. 41 Standort KG: Stredné Mesto Konskr.Nr.: 265                    | prejazdový,radový                                       | Reihenhaus, Passage                                           | č. NKP: 802-1176/0 Stand des NKP: Name: DOM MEŠTIANSKY            |
| ja   | Datei hochladen | Bürgerhaus(sk) ObjektID: 802-3408/0              | Kováčska ul. 42 Standort KG: Stredné Mesto Konskr.Nr.: 271                    | schodiskový,radový                                      | Reihenhaus                                                    | č. NKP: 802-3408/0 Stand des NKP: Name: DOM MEŠTIANSKY            |
| ja   | Datei hochladen | Bürgerhaus(sk) ObjektID: 802-1177/0              | Kováčska ul. 43 Standort KG: Stredné Mesto Konskr.Nr.: 266                    | radový                                                  | Reihenhaus                                                    | č. NKP: 802-1177/0 Stand des NKP: Name: DOM MEŠTIANSKY            |
| ja   | Datei hochladen | Bürgerhaus(sk) ObjektID: 802-1178/0              | Kováčska ul. 45 Standort KG: Stredné Mesto Konskr.Nr.: 267                    | prejazdový,radový                                       | Reihenhaus, Passage                                           | č. NKP: 802-1178/0 Stand des NKP: Name: DOM MEŠTIANSKY            |
| ja   | Datei hochladen | Bürgerhaus(sk) ObjektID: 802-1179/0              | Kováčska ul. 47 Standort KG: Stredné Mesto Konskr.Nr.: 268                    | radový,prejazdový                                       | Reihenhaus, Passage                                           | č. NKP: 802-1179/0 Stand des NKP: Name: DOM MEŠTIANSKY            |
| ja   | Datei hochladen | Schule(sk) ObjektID: 802-3410/0                  | Kováčska ul. 48 Standort KG: Stredné Mesto Konskr.Nr.: 287                    | chodbový,radový; Reálna škola,kňazský seminár           | Doppel-Reihenhaus, Richtige Schule, Priesterseminar           | č. NKP: 802-3410/0 Stand des NKP: Name: ŠKOLA                     |
| ja   | Datei hochladen | Bürgerhaus(sk) ObjektID: 802-1180/0              | Kováčska ul. 49 Standort KG: Stredné Mesto Konskr.Nr.: 269                    | prejazdový,nárožný                                      | Reihenhaus, Passage                                           | č. NKP: 802-1180/0 Stand des NKP: Name: DOM MEŠTIANSKY            |
| ja   | Datei hochladen | Gasthaus(sk) ObjektID: 802-3411/0                | Kováčska ul. 51 Standort KG: Stredné Mesto Konskr.Nr.: 280                    | priechodový,radový; U 12 apoštolov                      | Reihenhaus, Passage, Die 12 Apostel                           | č. NKP: 802-3411/0 Stand des NKP: Name: HOSTINEC                  |
| ja   | Datei hochladen | Bürgerhaus(sk) ObjektID: 802-3412/0              | Kováčska ul. 53 Standort KG: Stredné Mesto Konskr.Nr.: 282,1298               | prejazdový,radový                                       | Reihenhaus, Passage                                           | č. NKP: 802-3412/0 Stand des NKP: Name: DOM MEŠTIANSKY            |
| ja   | Datei hochladen | Bürgerhaus(sk) ObjektID: 802-3413/0              | Kováčska ul. 55 Standort KG: Stredné Mesto Konskr.Nr.: 283                    | prejazdový,radový                                       | Reihenhaus, Passage                                           | č. NKP: 802-3413/0 Stand des NKP: Name: DOM MEŠTIANSKY            |
| ja   | Datei hochladen | Bürgerhaus(sk) ObjektID: 802-3414/0              | Kováčska ul. 57 Standort KG: Stredné Mesto Konskr.Nr.: 284                    | radový                                                  | Reihenhaus                                                    | č. NKP: 802-3414/0 Stand des NKP: Name: DOM MEŠTIANSKY            |
| ja   | Datei hochladen | Bürgerhaus(sk) ObjektID: 802-3415/0              | Kováčska ul. 59 Standort KG: Stredné Mesto Konskr.Nr.: 285                    | prejazdový,radový                                       | Reihenhaus, Passage                                           | č. NKP: 802-3415/0 Stand des NKP: Name: DOM MEŠTIANSKY            |
| ja   | Datei hochladen | Bürgerhaus(sk) ObjektID: 802-3416/0              | Kováčska ul. 61 Standort KG: Stredné Mesto Konskr.Nr.: 288                    | prejazdový,radový                                       | Reihenhaus, Passage                                           | č. NKP: 802-3416/0 Stand des NKP: Name: DOM MEŠTIANSKY            |
| ja   | Datei hochladen | Bürgerhaus(sk) ObjektID: 802-3417/0              | Kováčska ul. 63 Standort KG: Stredné Mesto Konskr.Nr.: 290,291,292            | prejazdový,radový                                       | Reihenhaus, Passage                                           | č. NKP: 802-3417/0 Stand des NKP: Name: DOM MEŠTIANSKY            |
| ja   | Datei hochladen | Bürgerhaus(sk) ObjektID: 802-3418/0              | Kováčska ul. 65 Standort KG: Stredné Mesto Konskr.Nr.: 294,295,296            | prejazdový,radový; Penzión,kaviareň Grand               | Reihenhaus, Passage, Pension, Kaffeehaus Grand                | č. NKP: 802-3418/0 Stand des NKP: Name: DOM MEŠTIANSKY            |
| ja   | Datei hochladen | Bürgerhaus(sk) ObjektID: 802-3419/0              | Kováčska ul. 67 Standort KG: Stredné Mesto Konskr.Nr.: 297,289,299            | prejazdový,radový; Penzión,reštaurácia Grand            | Reihenhaus, Passage, Pension, Kaffeehaus Grand                | č. NKP: 802-3419/0 Stand des NKP: Name: DOM MEŠTIANSKY            |
| ja   | Datei hochladen | Bürgerhaus(sk) ObjektID: 802-1100/4              | Kováčska ul. 46 Standort KG: Stredné Mesto Konskr.Nr.: 287                    | priechodový,radový; seminár                             | Reihenhaus, Passage,                                          | č. NKP: 802-1100/4 Stand des NKP: Name: DOM MEŠTIANSKY            |
| ja   | Datei hochladen | Wohnhaus(sk) ObjektID: 802-3422/0                | Krmanova ul. 1 Standort KG: Stredné Mesto Konskr.Nr.: 852                     | pavlačový,nárožný                                       | Eckhaus, Passage                                              | č. NKP: 802-3422/0 Stand des NKP: Name: DOM BYTOVÝ                |
| ja   | Datei hochladen | jüdisches Badehaus(sk) ObjektID: 802-11263/0     | Krmanova ul. 6 Standort KG: Stredné Mesto Konskr.Nr.: 854                     | židovské; Židovské kúpele-mikve                         | jüdisches Badehaus                                            | č. NKP: 802-11263/0 Stand des NKP: Name: KÚPELE ŽIDOVSKÉ          |
| ja   | Datei hochladen | Wohnhaus(sk) ObjektID: 802-3636/0                | Krmanova ul. 8 Standort KG: Stredné Mesto Konskr.Nr.: 855                     | schodiskový,radový                                      | Reihenhaus                                                    | č. NKP: 802-3636/0 Stand des NKP: Name: DOM BYTOVÝ                |
| ja   | Datei hochladen | Wohnhaus(sk) ObjektID: 802-3423/0                | Krmanova ul. 14 Standort KG: Stredné Mesto Konskr.Nr.: 1175,861               | schodiskový,radový                                      | Reihenhaus                                                    | č. NKP: 802-3423/0 Stand des NKP: Name: DOM BYTOVÝ                |
| ja   | Datei hochladen | Wohnhaus(sk) ObjektID: 802-3424/0                | Krmanova ul. 16 Standort KG: Stredné Mesto Konskr.Nr.: 862                    | pavlačový,radový                                        | Reihenhaus, Passage                                           | č. NKP: 802-3424/0 Stand des NKP: Name: DOM BYTOVÝ                |
| ja   | Datei hochladen | Bürgerhaus(sk) ObjektID: 802-3425/0              | Krmanova ul. 18 Standort KG: Stredné Mesto Konskr.Nr.: 863                    | pavlačový,nárožný                                       | Reihenhaus, Passage                                           | č. NKP: 802-3425/0 Stand des NKP: Name: DOM MEŠTIANSKY            |
| ja   | Datei hochladen | Schule(sk) ObjektID: 802-1143/0                  | Kuzmányho ul. 6 Standort KG: Stredné Mesto Konskr.Nr.: 1198                   | chodbová,nárožná; Maď.gym.a ZŠ S.Máraiho                | Doppel-Eckhaus, ? und Grundschule Sandor Marai                | č. NKP: 802-1143/0 Stand des NKP: Name: ŠKOLA                     |
| ja   | Datei hochladen | Internat(sk) ObjektID: 802-3659/1                | Lermontovova ul. 1 Standort KG: Stredné Mesto Konskr.Nr.: 1474                | chodbový,nárožný; SPŠ stavebná a geodetická             | Doppel-Eckhaus, Bau- und Vermessungsinstitut                  | č. NKP: 802-3659/1 Stand des NKP: Name: INTERNÁT                  |
| ja   | Datei hochladen | Gedenktafel(sk) ObjektID: 802-3659/2             | Lermontovova ul. 1 Standort KG: Stredné Mesto Konskr.Nr.: 1474                | 1.stavebná priemyslovka                                 | für die 1. Bautechnikschule                                   | č. NKP: 802-3659/2 Stand des NKP: Name: TABUĽA PAMÄTNÁ            |
| ja   | Datei hochladen | Bürgerhaus(sk) ObjektID: 802-3529/0              | Mäsiarska ul. 3 Standort KG: Stredné Mesto Konskr.Nr.: 420                    | prejazdový,radový                                       | Reihenhaus, Passage                                           | č. NKP: 802-3529/0 Stand des NKP: Name: DOM MEŠTIANSKY            |
| ja   | Datei hochladen | Bürgerhaus(sk) ObjektID: 802-3532/0              | Mäsiarska ul. 5 Standort KG: Stredné Mesto Konskr.Nr.: 421                    | prejazdový,radový                                       | Reihenhaus, Passage                                           | č. NKP: 802-3532/0 Stand des NKP: Name: DOM MEŠTIANSKY            |
| ja   | Datei hochladen | Dominikanerkloster(sk) ObjektID: 802-1126/1      | Mäsiarska ul. 6 Standort KG: Stredné Mesto Konskr.Nr.: 427                    | chodbový,nárožný; konvent dominikánov                   | Doppel-Eckhaus, Dominikanerkonvent                            | č. NKP: 802-1126/1 Stand des NKP: Name: KONVENT                   |
| ja   | Datei hochladen | Bürgerhaus(sk) ObjektID: 802-1218/0              | Mäsiarska ul. 7 Standort KG: Stredné Mesto Konskr.Nr.: 422                    | prejazdový,radový                                       | Reihenhaus, Passage                                           | č. NKP: 802-1218/0 Stand des NKP: Name: DOM MEŠTIANSKY            |
| ja   | Datei hochladen | Getreidespeicher(sk) ObjektID: 802-3533/1        | Mäsiarska ul. 8 Standort KG: Stredné Mesto Konskr.Nr.: 430                    | murovaná; annonarium                                    |                                                               | č. NKP: 802-3533/1 Stand des NKP: Name: SÝPKA                     |
| ja   | Datei hochladen | Wirtschaftsgebäude(sk) ObjektID: 802-1224/0      | Mäsiarska ul. 11 Standort KG: Stredné Mesto Konskr.Nr.: 601,27                | prejazdový,radový                                       | Reihenhaus, Passage                                           | č. NKP: 802-1224/0 Stand des NKP: Name: STAVBA HOSPODÁRSKA        |
| ja   | Datei hochladen | Handwerkerhaus(sk) ObjektID: 802-1219/0          | Mäsiarska ul. 12 Standort KG: Stredné Mesto Konskr.Nr.: 432                   | radový                                                  | Reihenhaus                                                    | č. NKP: 802-1219/0 Stand des NKP: Name: DOM REMESELNÍCKY          |
| ja   | Datei hochladen | Bürgerhaus(sk) ObjektID: 802-1221/0              | Mäsiarska ul. 14 Standort KG: Stredné Mesto Konskr.Nr.: 433                   | nárožný                                                 | Eckhaus                                                       | č. NKP: 802-1221/0 Stand des NKP: Name: DOM MEŠTIANSKY            |
| ja   | Datei hochladen | Wohnhaus(sk) ObjektID: 802-3534/0                | Mäsiarska ul. 15 Standort KG: Stredné Mesto Konskr.Nr.: 426                   | schodiskový,radový                                      | Reihenhaus                                                    | č. NKP: 802-3534/0 Stand des NKP: Name: DOM BYTOVÝ                |
| ja   | Datei hochladen | Bürgerhaus(sk) ObjektID: 802-1223/0              | Mäsiarska ul. 16 Standort KG: Stredné Mesto Konskr.Nr.: 434,861               | radový                                                  | Reihenhaus                                                    | č. NKP: 802-1223/0 Stand des NKP: Name: DOM MEŠTIANSKY            |
| ja   | Datei hochladen | Bürgerhaus(sk) ObjektID: 802-1228/0              | Mäsiarska ul. 17 Standort KG: Stredné Mesto Konskr.Nr.: 428                   | priechodový,radový                                      | Reihenhaus, Passage                                           | č. NKP: 802-1228/0 Stand des NKP: Name: DOM MEŠTIANSKY            |
| ja   | Datei hochladen | Bürgerhaus(sk) ObjektID: 802-1225/0              | Mäsiarska ul. 18 Standort KG: Stredné Mesto Konskr.Nr.: 437-8,864             | prejazdový,radový                                       | Reihenhaus, Passage                                           | č. NKP: 802-1225/0 Stand des NKP: Name: DOM MEŠTIANSKY            |
| ja   | Datei hochladen | Bürgerhaus(sk) ObjektID: 802-1089/2              | Mäsiarska ul. 19 Standort KG: Stredné Mesto Konskr.Nr.: 429                   | prejazdový,radový                                       | Reihenhaus, Passage                                           | č. NKP: 802-1089/2 Stand des NKP: Name: DOM MEŠTIANSKY            |
| ja   | Datei hochladen | Bürgerhaus(sk) ObjektID: 802-1226/0              | Mäsiarska ul. 20 Standort KG: Stredné Mesto Konskr.Nr.: 439,440               | prejazdový,radový                                       | Reihenhaus, Passage                                           | č. NKP: 802-1226/0 Stand des NKP: Name: DOM MEŠTIANSKY            |
| ja   | Datei hochladen | Bürgerhaus(sk) ObjektID: 802-3439/2              | Mäsiarska ul. 21 Standort KG: Stredné Mesto Konskr.Nr.: 435,33                | prejazdový,radový                                       | Reihenhaus, Passage                                           | č. NKP: 802-3439/2 Stand des NKP: Name: DOM MEŠTIANSKY            |
| ja   | Datei hochladen | Bürgerhaus(sk) ObjektID: 802-1227/0              | Mäsiarska ul. 22 Standort KG: Stredné Mesto Konskr.Nr.: 441                   | prejazdový,radový                                       | Reihenhaus, Passage                                           | č. NKP: 802-1227/0 Stand des NKP: Name: DOM MEŠTIANSKY            |
| ja   | Datei hochladen | Bürgerhaus(sk) ObjektID: 802-1092/2              | Mäsiarska ul. 23 Standort KG: Stredné Mesto Konskr.Nr.: 369,436               | prejazdový,nárožný                                      | Eckhaus, Passage                                              | č. NKP: 802-1092/2 Stand des NKP: Name: DOM MEŠTIANSKY            |
| ja   | Datei hochladen | Bürgerhaus(sk) ObjektID: 802-1229/0              | Mäsiarska ul. 24 Standort KG: Stredné Mesto Konskr.Nr.: 444                   | prejazdový,radový                                       | Reihenhaus, Passage                                           | č. NKP: 802-1229/0 Stand des NKP: Name: DOM MEŠTIANSKY            |
| ja   | Datei hochladen | Schule(sk) ObjektID: 802-3537/0                  | Mäsiarska ul. 25 Standort KG: Stredné Mesto Konskr.Nr.: 447                   | radová,chodbová; škola uršulínok                        | Doppel-Reihenhaus, Ursulininnenschule                         | č. NKP: 802-3537/0 Stand des NKP: Name: ŠKOLA                     |
| ja   | Datei hochladen | Bürgerhaus(sk) ObjektID: 802-1230/0              | Mäsiarska ul. 26 Standort KG: Stredné Mesto Konskr.Nr.: 445,446               | radový,prejazdový                                       | Reihenhaus, Passage                                           | č. NKP: 802-1230/0 Stand des NKP: Name: DOM MEŠTIANSKY            |
| ja   | Datei hochladen | Verwaltungsgebäude(sk) ObjektID: 802-3538/0      | Mäsiarska ul. 27 Standort KG: Stredné Mesto Konskr.Nr.: 452                   | chodbová,radová; poliklinika,finančný palác             | Doppel-Reihenhaus, Krankenhaus, Finanz Palast                 | č. NKP: 802-3538/0 Stand des NKP: Name: BUDOVA ADMINISTRATÍVNA    |
| ja   | Datei hochladen | Bürgerhaus(sk) ObjektID: 802-1231/0              | Mäsiarska ul. 28 Standort KG: Stredné Mesto Konskr.Nr.: 448-9                 | radový,prejazdový; cigánsky dom na Mäsiarskej           | Reihenhaus, Passage, Zigeunerhaus                             | č. NKP: 802-1231/0 Stand des NKP: Name: DOM MEŠTIANSKY            |
| ja   | Datei hochladen | Bürgerhaus(sk) ObjektID: 802-3539/0              | Mäsiarska ul. 29 Standort KG: Stredné Mesto Konskr.Nr.: 458                   | prejazdový,radový                                       | Reihenhaus, Passage                                           | č. NKP: 802-3539/0 Stand des NKP: Name: DOM MEŠTIANSKY            |
| ja   | Datei hochladen | Bürgerhaus(sk) ObjektID: 802-1233/0              | Mäsiarska ul. 30 Standort KG: Stredné Mesto Konskr.Nr.: 450,451               | radový                                                  | Reihenhaus                                                    | č. NKP: 802-1233/0 Stand des NKP: Name: DOM MEŠTIANSKY            |
| ja   | Datei hochladen | Bürgerhaus(sk) ObjektID: 802-3541/0              | Mäsiarska ul. 31 Standort KG: Stredné Mesto Konskr.Nr.: 459                   | nárožný                                                 | Eckhaus                                                       | č. NKP: 802-3541/0 Stand des NKP: Name: DOM MEŠTIANSKY            |
| ja   | Datei hochladen | Bürgerhaus(sk) ObjektID: 802-1234/1              | Mäsiarska ul. 32 Standort KG: Stredné Mesto Konskr.Nr.: 453-454               | prejazdový,radový; Robotnícky dom                       | Reihenhaus, Passage,                                          | č. NKP: 802-1234/1 Stand des NKP: Name: DOM MEŠTIANSKY PAMÄTNÝ    |
| ja   | Datei hochladen | Gedenktafel(sk) ObjektID: 802-1234/2             | Mäsiarska ul. 32 Standort KG: Stredné Mesto Konskr.Nr.: 453                   | robotnícky dom                                          | Haus der Arbeiter                                             | č. NKP: 802-1234/2 Stand des NKP: Name: TABUĽA PAMÄTNÁ            |
| ja   | Datei hochladen | Bürgerhaus(sk) ObjektID: 802-3540/0              | Mäsiarska ul. 33 Standort KG: Stredné Mesto Konskr.Nr.: 467                   | radový                                                  | Reihenhaus                                                    | č. NKP: 802-3540/0 Stand des NKP: Name: DOM MEŠTIANSKY            |
| ja   | Datei hochladen | Bürgerhaus(sk) ObjektID: 802-1235/0              | Mäsiarska ul. 34 Standort KG: Stredné Mesto Konskr.Nr.: 455,456               | prejazdový,radový                                       | Reihenhaus, Passage                                           | č. NKP: 802-1235/0 Stand des NKP: Name: DOM MEŠTIANSKY            |
| ja   | Datei hochladen | Bürgerhaus(sk) ObjektID: 802-3622/0              | Mäsiarska ul. 35 Standort KG: Stredné Mesto Konskr.Nr.: 468                   | prejazdový,radový                                       | Reihenhaus, Passage                                           | č. NKP: 802-3622/0 Stand des NKP: Name: DOM MEŠTIANSKY            |
| ja   | Datei hochladen | Bürgerhaus(sk) ObjektID: 802-3542/0              | Mäsiarska ul. 36 Standort KG: Stredné Mesto Konskr.Nr.: 460,461               | prejazdový,radový                                       | Reihenhaus, Passage                                           | č. NKP: 802-3542/0 Stand des NKP: Name: DOM MEŠTIANSKY            |
| ja   | Datei hochladen | Bürgerhaus(sk) ObjektID: 802-1236/0              | Mäsiarska ul. 37 Standort KG: Stredné Mesto Konskr.Nr.: 469                   | prejazdový,radový                                       | Reihenhaus, Passage                                           | č. NKP: 802-1236/0 Stand des NKP: Name: DOM MEŠTIANSKY            |
| ja   | Datei hochladen | Bürgerhaus(sk) ObjektID: 802-1237/0              | Mäsiarska ul. 39 Standort KG: Stredné Mesto Konskr.Nr.: 326                   | radový,priechodový                                      | Reihenhaus, Passage                                           | č. NKP: 802-1237/0 Stand des NKP: Name: DOM MEŠTIANSKY            |
| ja   | Datei hochladen | Wohnhaus(sk) ObjektID: 802-3543/0                | Mäsiarska ul. 40 Standort KG: Stredné Mesto Konskr.Nr.: 471,472               | pavlačový,radový                                        | Reihenhaus,                                                   | č. NKP: 802-3543/0 Stand des NKP: Name: DOM BYTOVÝ                |
| ja   | Datei hochladen | Bürgerhaus(sk) ObjektID: 802-1239/0              | Mäsiarska ul. 41 Standort KG: Stredné Mesto Konskr.Nr.: 476                   | prejazdový,radový                                       | Reihenhaus, Passage                                           | č. NKP: 802-1239/0 Stand des NKP: Name: DOM MEŠTIANSKY            |
| ja   | Datei hochladen | Bürgerhaus(sk) ObjektID: 802-3544/0              | Mäsiarska ul. 42 Standort KG: Stredné Mesto Konskr.Nr.: 471                   | priechodový,radový                                      | Reihenhaus, Passage                                           | č. NKP: 802-3544/0 Stand des NKP: Name: DOM MEŠTIANSKY            |
| ja   | Datei hochladen | Bürgerhaus(sk) ObjektID: 802-3545/0              | Mäsiarska ul. 43 Standort KG: Stredné Mesto Konskr.Nr.: 478                   | priechodový,radový                                      | Reihenhaus, Passage                                           | č. NKP: 802-3545/0 Stand des NKP: Name: DOM MEŠTIANSKY            |
| ja   | Datei hochladen | Bürgerhaus(sk) ObjektID: 802-3546/0              | Mäsiarska ul. 44 Standort KG: Stredné Mesto Konskr.Nr.: 474                   | priechodový,radový                                      | Reihenhaus, Passage                                           | č. NKP: 802-3546/0 Stand des NKP: Name: DOM MEŠTIANSKY            |
| ja   | Datei hochladen | Bürgerhaus(sk) ObjektID: 802-3547/0              | Mäsiarska ul. 45 Standort KG: Stredné Mesto Konskr.Nr.: 486                   | priechodový,radový                                      | Reihenhaus, Passage                                           | č. NKP: 802-3547/0 Stand des NKP: Name: DOM MEŠTIANSKY            |
| ja   | Datei hochladen | Bürgerhaus(sk) ObjektID: 802-1238/0              | Mäsiarska ul. 46 Standort KG: Stredné Mesto Konskr.Nr.: 475                   | radový                                                  | Reihenhaus                                                    | č. NKP: 802-1238/0 Stand des NKP: Name: DOM MEŠTIANSKY            |
| ja   | Datei hochladen | Bürgerhaus(sk) ObjektID: 802-3548/0              | Mäsiarska ul. 47 Standort KG: Stredné Mesto Konskr.Nr.: 487                   | prejazdový,radový                                       | Reihenhaus, Passage                                           | č. NKP: 802-3548/0 Stand des NKP: Name: DOM MEŠTIANSKY            |
| ja   | Datei hochladen | Bürgerhaus(sk) ObjektID: 802-3549/0              | Mäsiarska ul. 48 Standort KG: Stredné Mesto Konskr.Nr.: 479                   | prejazdový,radový                                       | Reihenhaus, Passage                                           | č. NKP: 802-3549/0 Stand des NKP: Name: DOM MEŠTIANSKY            |
| ja   | Datei hochladen | Bürgerhaus(sk) ObjektID: 802-3550/0              | Mäsiarska ul. 49 Standort KG: Stredné Mesto Konskr.Nr.: 488                   | prejazdový,radový; Slovenské technické múzeum KE        | Reihenhaus, Passage, slowakisches Technikmuseum               | č. NKP: 802-3550/0 Stand des NKP: Name: DOM MEŠTIANSKY            |
| ja   | Datei hochladen | Bürgerhaus(sk) ObjektID: 802-3551/0              | Mäsiarska ul. 50 Standort KG: Stredné Mesto Konskr.Nr.: 480,481,482           | prejazdový,radový                                       | Reihenhaus, Passage                                           | č. NKP: 802-3551/0 Stand des NKP: Name: DOM MEŠTIANSKY            |
| ja   | Datei hochladen | Bürgerhaus(sk) ObjektID: 802-3552/0              | Mäsiarska ul. 52 Standort KG: Stredné Mesto Konskr.Nr.: 483                   | priechodový,radový                                      | Reihenhaus, Passage                                           | č. NKP: 802-3552/0 Stand des NKP: Name: DOM MEŠTIANSKY            |
| ja   | Datei hochladen | Bürgerhaus(sk) ObjektID: 802-3553/0              | Mäsiarska ul. 53 Standort KG: Stredné Mesto Konskr.Nr.: 495                   | prejazdový,radový                                       | Reihenhaus, Passage                                           | č. NKP: 802-3553/0 Stand des NKP: Name: DOM MEŠTIANSKY            |
| ja   | Datei hochladen | Bürgerhaus(sk) ObjektID: 802-3554/0              | Mäsiarska ul. 54 Standort KG: Stredné Mesto Konskr.Nr.: 484                   | priechodový,radový                                      | Reihenhaus, Passage                                           | č. NKP: 802-3554/0 Stand des NKP: Name: DOM MEŠTIANSKY            |
| ja   | Datei hochladen | Bürgerhaus(sk) ObjektID: 802-3555/0              | Mäsiarska ul. 55 Standort KG: Stredné Mesto Konskr.Nr.: 498                   | priechodový,radový                                      | Reihenhaus, Passage                                           | č. NKP: 802-3555/0 Stand des NKP: Name: DOM MEŠTIANSKY            |
| ja   | Datei hochladen | Bürgerhaus(sk) ObjektID: 802-3556/0              | Mäsiarska ul. 56 Standort KG: Stredné Mesto Konskr.Nr.: 485                   | priechodový,radový                                      | Reihenhaus, Passage                                           | č. NKP: 802-3556/0 Stand des NKP: Name: DOM MEŠTIANSKY            |
| ja   | Datei hochladen | Bürgerhaus(sk) ObjektID: 802-3557/0              | Mäsiarska ul. 57 Standort KG: Stredné Mesto Konskr.Nr.: 504                   | prejazdový,radový                                       | Reihenhaus, Passage                                           | č. NKP: 802-3557/0 Stand des NKP: Name: DOM MEŠTIANSKY            |
| ja   | Datei hochladen | Bürgerhaus(sk) ObjektID: 802-3558/0              | Mäsiarska ul. 58 Standort KG: Stredné Mesto Konskr.Nr.: 490                   | prejazdový,radový                                       | Reihenhaus, Passage                                           | č. NKP: 802-3558/0 Stand des NKP: Name: DOM MEŠTIANSKY            |
| ja   | Datei hochladen | Wohnhaus(sk) ObjektID: 802-1240/0                | Mäsiarska ul. 60 Standort KG: Stredné Mesto Konskr.Nr.: 492                   | radový,pavlačový                                        | Reihenhaus, Passage                                           | č. NKP: 802-1240/0 Stand des NKP: Name: DOM BYTOVÝ                |
| ja   | Datei hochladen | Wohnhaus(sk) ObjektID: 802-3559/0                | Mäsiarska ul. 65 Standort KG: Stredné Mesto Konskr.Nr.: 1005                  | schodiskový,nárožný                                     | Eckhaus                                                       | č. NKP: 802-3559/0 Stand des NKP: Name: DOM BYTOVÝ                |
| ja   | Datei hochladen | Bürgerhaus(sk) ObjektID: 802-3560/0              | Mäsiarska ul. 66 Standort KG: Stredné Mesto Konskr.Nr.: 524,500               | priechodový,radový                                      | Reihenhaus, Passage                                           | č. NKP: 802-3560/0 Stand des NKP: Name: DOM MEŠTIANSKY            |
| ja   | Datei hochladen | Bürgerhaus(sk) ObjektID: 802-3561/0              | Mäsiarska ul. 68 Standort KG: Stredné Mesto Konskr.Nr.: 501                   | priechodový,radový                                      | Reihenhaus, Passage                                           | č. NKP: 802-3561/0 Stand des NKP: Name: DOM MEŠTIANSKY            |
| ja   | Datei hochladen | Bürgerhaus(sk) ObjektID: 802-3562/0              | Mäsiarska ul. 70 Standort KG: Stredné Mesto Konskr.Nr.: 502                   | priechodový,radový                                      | Reihenhaus, Passage                                           | č. NKP: 802-3562/0 Stand des NKP: Name: DOM MEŠTIANSKY            |
| ja   | Datei hochladen | Wehrmauer und Bastion(sk) ObjektID: 802-1049/21  | Mäsiarska ul. 74 Standort KG: Stredné Mesto Konskr.Nr.: 332                   | päťboký bastión+kurtína; Tehlový bastión,vonkajší okruh | fünfeckige Bastion + Kurtin, Ziegelbastion, Außenkreis        | č. NKP: 802-1049/21 Stand des NKP: Name: MÚR HRADBOVÝ S BASTIÓNOM |
| ja   | Datei hochladen | Kaserne(sk) ObjektID: 802-3563/0                 | Mäsiarska ul. 74 Standort KG: Stredné Mesto Konskr.Nr.: 332                   | chodbový,nárožný; Technická univerzita,SVŠT             | Doppel-Eckhaus, technische Universität, ?                     | č. NKP: 802-3563/0 Stand des NKP: Name: KASÁRNE                   |
| ja   | Datei hochladen | Kirche(sk) ObjektID: 802-1094/2                  | Mäsiarska ul. 358 Standort KG: Stredné Mesto Konskr.Nr.: 358                  | r.k.sv.Michala; sv.Michala,býv.kalvínsky                | römisch katholische Kirche St. Michael, ehem. kalvinistisch   | č. NKP: 802-1094/2 Stand des NKP: Name: KOSTOL                    |
| ja   | Datei hochladen | Sporthalle(sk) ObjektID: 802-3480/0              | Mestský park 13 (13, Štefánikova) Standort KG: Stredné Mesto Konskr.Nr.: 1529 | solitér; športový pavilón,telocvičňa                    | Fitnessstudio, Skating und Tennis-Pavillon                    | č. NKP: 802-3480/0 Stand des NKP: Name: HALA ŠPORTOVÁ             |
| ja   | Datei hochladen | Wohnhaus(sk) ObjektID: 802-3481/0                | Mlynská ul. 1 Standort KG: Stredné Mesto Konskr.Nr.: 104                      | pavlačový,nárožný                                       | Eckhaus, Passage                                              | č. NKP: 802-3481/0 Stand des NKP: Name: DOM BYTOVÝ                |
| ja   | Datei hochladen | Bürgerhaus(sk) ObjektID: 802-3482/0              | Mlynská ul. 2 Standort KG: Stredné Mesto Konskr.Nr.: 183                      | prejazdový,nárožný                                      | Eckhaus, Passage                                              | č. NKP: 802-3482/0 Stand des NKP: Name: DOM MEŠTIANSKY            |
| ja   | Datei hochladen | Bürgerhaus(sk) ObjektID: 802-3483/0              | Mlynská ul. 3 Standort KG: Stredné Mesto Konskr.Nr.: 181                      | radový                                                  | Reihenhaus                                                    | č. NKP: 802-3483/0 Stand des NKP: Name: DOM MEŠTIANSKY            |
| ja   | Datei hochladen | Bürgerhaus(sk) ObjektID: 802-3484/0              | Mlynská ul. 4 Standort KG: Stredné Mesto Konskr.Nr.: 184                      | radový                                                  | Reihenhaus                                                    | č. NKP: 802-3484/0 Stand des NKP: Name: DOM MEŠTIANSKY            |
| ja   | Datei hochladen | Bürgerhaus(sk) ObjektID: 802-3485/0              | Mlynská ul. 5 Standort KG: Stredné Mesto Konskr.Nr.: 180                      | radový                                                  | Reihenhaus                                                    | č. NKP: 802-3485/0 Stand des NKP: Name: DOM MEŠTIANSKY            |
| ja   | Datei hochladen | Bürgerhaus(sk) ObjektID: 802-3486/0              | Mlynská ul. 6 Standort KG: Stredné Mesto Konskr.Nr.: 185                      | radový,prejazdový                                       | Reihenhaus, Passage                                           | č. NKP: 802-3486/0 Stand des NKP: Name: DOM MEŠTIANSKY            |
| ja   | Datei hochladen | Bürgerhaus(sk) ObjektID: 802-3487/0              | Mlynská ul. 7 Standort KG: Stredné Mesto Konskr.Nr.: 179                      | radový                                                  | Reihenhaus                                                    | č. NKP: 802-3487/0 Stand des NKP: Name: DOM MEŠTIANSKY            |
| ja   | Datei hochladen | Bürgerhaus(sk) ObjektID: 802-3488/0              | Mlynská ul. 9 Standort KG: Stredné Mesto Konskr.Nr.:                          | nárožný                                                 | Eckhaus                                                       | č. NKP: 802-3488/0 Stand des NKP: Name: DOM MEŠTIANSKY            |
| ja   | Datei hochladen | Wohnhaus(sk) ObjektID: 802-3489/0                | Mlynská ul. 10 Standort KG: Stredné Mesto Konskr.Nr.: 186                     | pavlačový,nárožný                                       | Eckhaus,                                                      | č. NKP: 802-3489/0 Stand des NKP: Name: DOM BYTOVÝ                |
| ja   | Datei hochladen | Bürgerhaus(sk) ObjektID: 802-1184/0              | Mlynská ul. 11 Standort KG: Stredné Mesto Konskr.Nr.: 882                     | prejazdový,nárožný                                      | Eckhaus, Passage                                              | č. NKP: 802-1184/0 Stand des NKP: Name: DOM MEŠTIANSKY            |
| ja   | Datei hochladen | Bürgerhaus(sk) ObjektID: 802-3490/0              | Mlynská ul. 12 Standort KG: Stredné Mesto Konskr.Nr.: 883                     | prejazdový,radový                                       | Reihenhaus, Passage                                           | č. NKP: 802-3490/0 Stand des NKP: Name: DOM MEŠTIANSKY            |
| ja   | Datei hochladen | Bürgerhaus(sk) ObjektID: 802-3491/0              | Mlynská ul. 13 Standort KG: Stredné Mesto Konskr.Nr.: 881                     | priechodový,radový                                      | Reihenhaus, Passage                                           | č. NKP: 802-3491/0 Stand des NKP: Name: DOM MEŠTIANSKY            |
| ja   | Datei hochladen | Bürgerhaus(sk) ObjektID: 802-3492/0              | Mlynská ul. 14 Standort KG: Stredné Mesto Konskr.Nr.: 884                     | radový                                                  | Reihenhaus                                                    | č. NKP: 802-3492/0 Stand des NKP: Name: DOM MEŠTIANSKY            |
| ja   | Datei hochladen | Bürgerhaus(sk) ObjektID: 802-3493/0              | Mlynská ul. 15 Standort KG: Stredné Mesto Konskr.Nr.: 880                     | priechodový,radový                                      | Reihenhaus, Passage                                           | č. NKP: 802-3493/0 Stand des NKP: Name: DOM MEŠTIANSKY            |
| ja   | Datei hochladen | HOTEL ObjektID: 802-3494/0                       | Mlynská ul. 16 Standort KG: Stredné Mesto Konskr.Nr.: 885,915                 | nárožný; Hotel Imperiál                                 | Eckhaus, Hotel Imperial                                       | č. NKP: 802-3494/0 Stand des NKP: Name: HOTEL                     |
| ja   | Datei hochladen | Bürgerhaus(sk) ObjektID: 802-3495/0              | Mlynská ul. 17 Standort KG: Stredné Mesto Konskr.Nr.: 878                     | prejazdový,radový                                       | Reihenhaus, Passage                                           | č. NKP: 802-3495/0 Stand des NKP: Name: DOM MEŠTIANSKY            |
| ja   | Datei hochladen | Bürgerhaus(sk) ObjektID: 802-3496/0              | Mlynská ul. 18 Standort KG: Stredné Mesto Konskr.Nr.: 886,887                 | nároýný                                                 | Eckhaus                                                       | č. NKP: 802-3496/0 Stand des NKP: Name: DOM MEŠTIANSKY            |
| ja   | Datei hochladen | Bürgerhaus(sk) ObjektID: 802-3497/0              | Mlynská ul. 19 Standort KG: Stredné Mesto Konskr.Nr.: 877                     | prejazdový,radový                                       | Reihenhaus, Passage                                           | č. NKP: 802-3497/0 Stand des NKP: Name: DOM MEŠTIANSKY            |
| ja   | Datei hochladen | Burgmauer(sk) ObjektID: 802-1049/11              | Mlynská ul. 20,22 Standort KG: Stredné Mesto Konskr.Nr.: 889,888,893,914      | kurtina; vonkajší okruh hradieb                         | Kurtin, äußerer Mauerkreis                                    | č. NKP: 802-1049/11 Stand des NKP: Name: MÚR HRADBOVÝ             |
| ja   | Datei hochladen | Bürgerhaus(sk) ObjektID: 802-3498/0              | Mlynská ul. 20 Standort KG: Stredné Mesto Konskr.Nr.: 888,889                 | radový,prejazdový                                       | Reihenhaus, Passage                                           | č. NKP: 802-3498/0 Stand des NKP: Name: DOM MEŠTIANSKY            |
| ja   | Datei hochladen | Bürgerhaus(sk) ObjektID: 802-3499/0              | Mlynská ul. 21 Standort KG: Stredné Mesto Konskr.Nr.: 876                     | prejazdový,nárožný                                      | Eckhaus, Passage                                              | č. NKP: 802-3499/0 Stand des NKP: Name: DOM MEŠTIANSKY            |
| ja   | Datei hochladen | Bürgerhaus(sk) ObjektID: 802-3500/0              | Mlynská ul. 22 Standort KG: Stredné Mesto Konskr.Nr.: 893                     | radový                                                  | Reihenhaus                                                    | č. NKP: 802-3500/0 Stand des NKP: Name: DOM MEŠTIANSKY            |
| ja   | Datei hochladen | Evangelische Kirche(sk) ObjektID: 802-1125/0     | Mlynská ul. 23 Standort KG: Stredné Mesto Konskr.Nr.: 873                     | ev.a.v.                                                 | evangelische Kirche                                           | č. NKP: 802-1125/0 Stand des NKP: Name: KOSTOL                    |
| ja   | Datei hochladen | Schule(sk) ObjektID: 802-3501/0                  | Mlynská ul. 23 Standort KG: Stredné Mesto Konskr.Nr.: 875                     | chodbový,nárožný; býv.evanjelická škola                 | Doppel-Eckhaus, ehem. evangelische Schule                     | č. NKP: 802-3501/0 Stand des NKP: Name: ŠKOLA                     |
| ja   | Datei hochladen | Wohnhaus(sk) ObjektID: 802-3502/1                | Mlynská ul. 25 Standort KG: Stredné Mesto Konskr.Nr.: 870 (871)               | pavlačový,nárožný; Maléterov nájomný dom                | Eckhaus, Passage, Maléter Wohnhaus                            | č. NKP: 802-3502/1 Stand des NKP: Name: DOM BYTOVÝ I              |
| ja   | Datei hochladen | Bürgerhaus(sk) ObjektID: 802-3503/0              | Mlynská ul. 26 Standort KG: Stredné Mesto Konskr.Nr.: 898                     | radový                                                  | Reihenhaus                                                    | č. NKP: 802-3503/0 Stand des NKP: Name: DOM MEŠTIANSKY            |
| ja   | Datei hochladen | Jakob Palais(sk) ObjektID: 802-3504/1            | Mlynská ul. 30 Standort KG: Stredné Mesto Konskr.Nr.: 900                     | solitér; Jakabov palác,prezidentský p.                  | Präsidentschaftspalast, Palast Jakabov                        | č. NKP: 802-3504/1 Stand des NKP: Name: PALÁC MESTSKÝ PAMÄTNÝ     |
| ja   | Datei hochladen | Gedenktafel(sk) ObjektID: 802-3504/2             | Mlynská ul. 30 Standort KG: Stredné Mesto Konskr.Nr.: 900                     | prezidentské sídlo                                      | für den Präsidentensitz                                       | č. NKP: 802-3504/2 Stand des NKP: Name: TABUĽA PAMÄTNÁ            |
| ja   | Datei hochladen | Verwaltungsgebäude(sk) ObjektID: 802-3663/0      | Mojmírova ul. 8 Standort KG: Stredné Mesto Konskr.Nr.: 3069,6                 | nárožná; Technická un.,Vedecká knižnica                 | Eckhaus, technische Universität, wissenschaftliche Bibliothek | č. NKP: 802-3663/0 Stand des NKP: Name: BUDOVA ADMINISTRATÍVNA    |
| ja   | Datei hochladen | Wohnhaus(sk) ObjektID: 802-3468/0                | Moyzesova ul. 6 Standort KG: Stredné Mesto Konskr.Nr.: 1052                   | pavlačový,radový                                        | Reihenhaus, Passage                                           | č. NKP: 802-3468/0 Stand des NKP: Name: DOM BYTOVÝ                |
| ja   | Datei hochladen | Funkhaus(sk) ObjektID: 802-1182/4                | Moyzesova ul. 7 Standort KG: Stredné Mesto Konskr.Nr.: 547                    | solitér; Slovenský rozhlas                              | Slowakischer Rundfunk                                         | č. NKP: 802-1182/4 Stand des NKP: Name: ROZHLAS                   |
| ja   | Datei hochladen | Bürgerhaus(sk) ObjektID: 802-3469/0              | Moyzesova ul. 8 Standort KG: Stredné Mesto Konskr.Nr.: 1050,1051,970          | radový                                                  | Reihenhaus                                                    | č. NKP: 802-3469/0 Stand des NKP: Name: DOM MEŠTIANSKY            |
| ja   | Datei hochladen | Krankenhaus(sk) ObjektID: 802-3656/0             | Moyzesova ul. 9 Standort KG: Stredné Mesto Konskr.Nr.: 1028                   | chodbový,nárožný; pôrodnica                             | Doppel-Eckhaus, Entbindungsheim                               | č. NKP: 802-3656/0 Stand des NKP: Name: NEMOCNICA                 |
| ja   | Datei hochladen | Wohnhaus(sk) ObjektID: 802-3470/0                | Moyzesova ul. 10 Standort KG: Stredné Mesto Konskr.Nr.: 1048                  | radový; nájomný dom                                     | Reihenhaus                                                    | č. NKP: 802-3470/0 Stand des NKP: Name: DOM BYTOVÝ                |
| ja   | Datei hochladen | Kirche(sk) ObjektID: 802-3471/0                  | Moyzesova ul. 10 Standort KG: Stredné Mesto Konskr.Nr.: 1048                  | r.k.Krista Kráľa                                        | römisch katholische Kirche König Christus                     | č. NKP: 802-3471/0 Stand des NKP: Name: KOSTOL                    |
| ja   | Datei hochladen | Schule(sk) ObjektID: 802-3657/0                  | Moyzesova ul. 11 Standort KG: Stredné Mesto Konskr.Nr.: 1013                  | chodbová,nárožná; Prírodovedecká fakulta                | Doppel-Eckhaus, Fakultät für Naturwissenschaften              | č. NKP: 802-3657/0 Stand des NKP: Name: ŠKOLA                     |
| ja   | Datei hochladen | Bürgerhaus(sk) ObjektID: 802-3472/0              | Moyzesova ul. 12 Standort KG: Stredné Mesto Konskr.Nr.: 1513,513              | nárožný                                                 | Eckhaus                                                       | č. NKP: 802-3472/0 Stand des NKP: Name: DOM MEŠTIANSKY            |
| ja   | Datei hochladen | Villa(sk) ObjektID: 802-3473/0                   | Moyzesova ul. 16 Standort KG: Stredné Mesto Konskr.Nr.: 1047                  | pavlačový,radový; Tostov palác,Dom ČSSP                 | Reihenhaus, Passage, Palast Tostov                            | č. NKP: 802-3473/0 Stand des NKP: Name: DOM BYTOVÝ                |
| ja   | Datei hochladen | Verwaltungsgebäude(sk) ObjektID: 802-1183/0      | Moyzesova ul. 19 Standort KG: Stredné Mesto Konskr.Nr.: 1017                  | nárožná; Policaj.riaditeľstvo a kasárne                 | Eckhaus, Polizeipräsidium und Kaserne                         | č. NKP: 802-1183/0 Stand des NKP: Name: BUDOVA ADMINISTRATÍVNA    |
| ja   | Datei hochladen | Wohnhaus(sk) ObjektID: 802-3474/0                | Moyzesova ul. 22 Standort KG: Stredné Mesto Konskr.Nr.: 1039                  | pavlačový,radový; nájomný dom                           | Reihenhaus, Passage, Haus der Freigebigkeit?                  | č. NKP: 802-3474/0 Stand des NKP: Name: DOM BYTOVÝ                |
| ja   | Datei hochladen | Bürgerhaus(sk) ObjektID: 802-3475/0              | Moyzesova ul. 24 Standort KG: Stredné Mesto Konskr.Nr.: 1038                  | radový                                                  | Reihenhaus                                                    | č. NKP: 802-3475/0 Stand des NKP: Name: DOM MEŠTIANSKY            |
| ja   | Datei hochladen | Kirche(sk) ObjektID: 802-1134/0                  | Moyzesova ul. 40 Standort KG: Stredné Mesto Konskr.Nr.: 1028                  | gr.k.Narodenia P.M.; far.k.Nar.Presv.Bohorodičky        | griechisch katholische Kirche Mariä Geburt                    | č. NKP: 802-1134/0 Stand des NKP: Name: KOSTOL                    |
| ja   | Datei hochladen | DOM SPOLKOVÝ ObjektID: 802-11563/0               | Moyzesova ul. 62 Standort KG: Stredné Mesto Konskr.Nr.: 551                   | nárožný; spolkový dom kat. mládencov                    | Eckhaus, Bundeshaus der katholischen jungen Männer            | č. NKP: 802-11563/0 Stand des NKP: Name: DOM SPOLKOVÝ             |
| ja   | Datei hochladen | ehemalige Synagoge(sk) ObjektID: 802-1181/0      | Moyzesova ul. 66 Standort KG: Stredné Mesto Konskr.Nr.: 1018                  | neologická; Štátna filharmónia                          | neologische, Staatsphilharmonie                               | č. NKP: 802-1181/0 Stand des NKP: Name: SYNAGÓGA                  |

## Legende
Die Tabelle enthält im Einzelnen folgende Informationen:
| Foto:                    | Fotografie des Denkmals. |
| Denkmal / č. ÚZPF:       | Die Übersetzung der Bezeichnung des Denkmals, wie sie vom Slowakischen Denkmalamt (Pamiatkový úrad Slovenskej republiky) verwendet wird. Die Originalbezeichnung ist unter dem Fragezeichen angegeben. Fehlt die Übersetzung, so wird die Originalbezeichnung direkt angezeigt. Weiters ist die Objekt-Identifikationsnummer (Objekt ID) angeführt. Sie ist die offizielle, in der Slowakei eindeutige Nummer č. ÚZPF inklusive der zugehörigen Zählnummer, wie sie in den Daten des Denkmalamtes angegeben wird. Da diese nur innerhalb eines Landkreises gezählt wird, ist dessen Nummer der Denkmalnummer vorangestellt. |
| Standort:                | Wenn in der Liste vorhanden, ist die Adresse angegeben. In Klammern kann sich noch eine zusätzliche Adresse befinden, wenn es beispielsweise ein Eckhaus ist. Bei freistehenden Objekten ohne Adresse (zum Beispiel bei Bildstöcken) ist eine Adresse angegeben, die in der Nähe des Objekts liegt. Durch Aufruf des Links Standort wird die Lage des Denkmals in verschiedenen Kartenprojekten angezeigt. Darunter sind die Katastralgemeinde (KG) und, wenn vorhanden, die Konskriptionsnummer (Konskr. Nr.) angegeben.                                                                                                   |
| Offizielle Beschreibung: | Es ist die Kurzbeschreibung auf Slowakisch, wie sie in den offiziellen Listen angegeben ist, eingetragen. |
| Beschreibung:            | Kurze Angaben zum Denkmal auf Deutsch. |
| Metadaten:               | Zusätzlich werden, wenn in den persönlichen Einstellungen das Helferlein Dauerhaftes Einblenden von Metadaten aktiviert ist, ebensolche angezeigt. |

- Karte mit allen Koordinaten:
- OSM |
- WikiMap